# Kabupaten de Sorong
Pour l’article homonyme, voir Sorong (ville).
Le kabupaten de Sorong (en indonésien : Kabupaten Sorong) est une subdivision administrative de la province de Papouasie du Sud-Ouest en Indonésie. Son chef-lieu est Aimas.

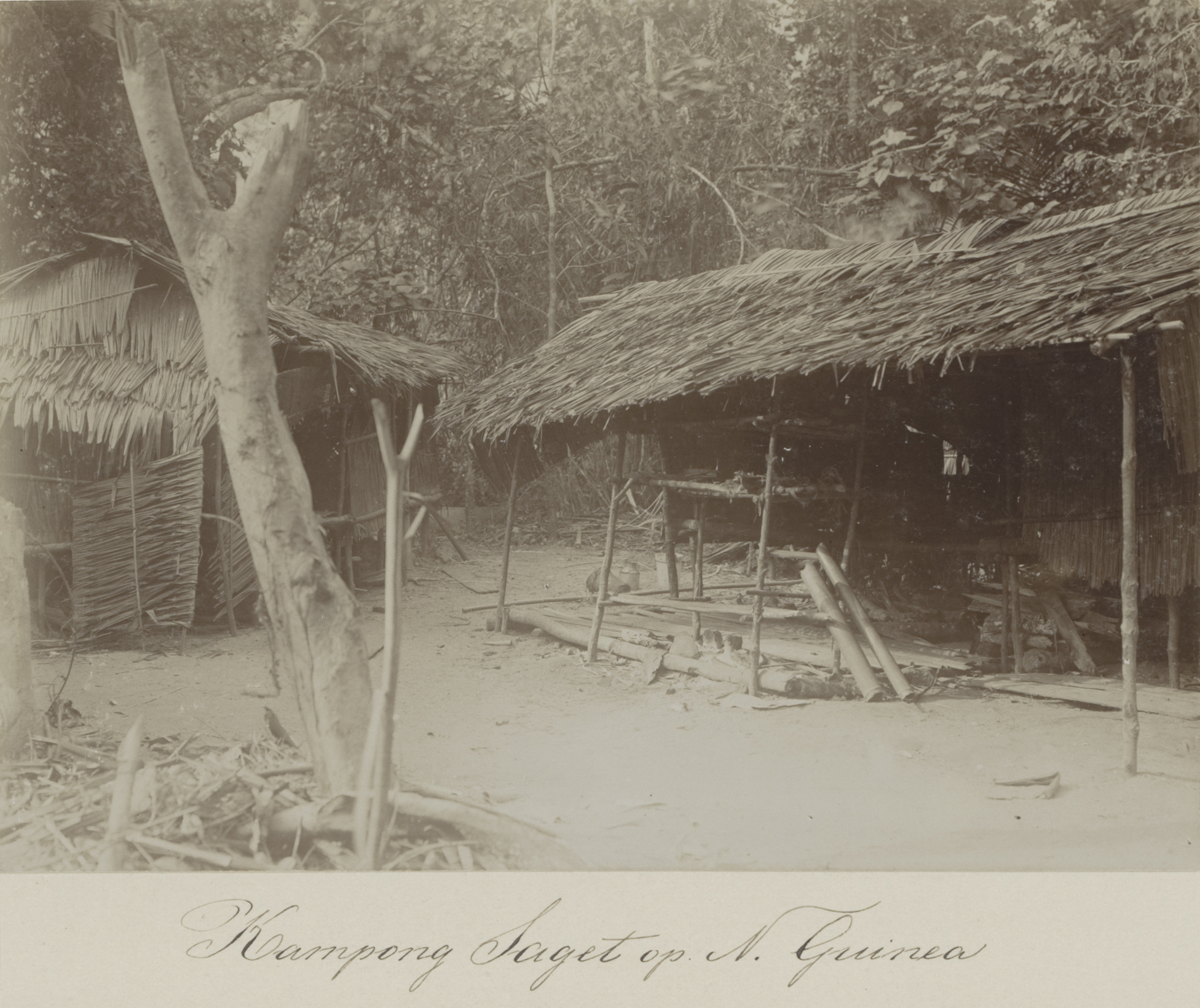
Kampung Seget en 1899

## Géographie
Le kabupaten s'étend au nord-ouest de la province sur un territoire de 13 075,28 km2 bordé par l'océan Pacifique au nord et par la mer de Céram au sud. Il est situé principalement sur la Nouvelle-Guinée mais comprend également la partie méridionale de l'île de Salawati. 
La ville de Sorong est limitrophe au nord-ouest du kabupaten homonyme auquel elle n'appartient pas.

## Histoire
Sorong a été une dépendance du sultanat de Tidore dans les Moluques du Nord. Le kabupaten est créé en 1969 au sein de la province de l'Irian Jaya, avant d'être intégré à la Papouasie occidentale en 2002.
Le 16 janvier 2009, son territoire est réduit avec le détachement de onze districts pour former le kabupaten de Maybrat, puis de nouveau en 2013, avec le rattachement du district de Moraid au kabupaten de Tambrauw. Sorong fait partie de la province de Papouasie du Sud-Ouest depuis la création de celle-ci le 9 décembre 2022.

## Démographie
La population s'élevait à 70 619 habitants en 2010 et à 118 679 habitants en 2020.
À côté de la langue nationale, l'indonésien, quatre autres langues sont parlées dans la région de Sorong : l'abun (3 000 locuteurs), le moi	(4 600), le seget (1 200) et le tehit (10 000), qui appartiennent au groupe la famille dite du papou occidental[réf. nécessaire]